# Capparis tenera
Capparis tenera är en kaprisväxtart som beskrevs av Dalz. Capparis tenera ingår i släktet Capparis och familjen kaprisväxter. Inga underarter finns listade i Catalogue of Life.